# Podospora similis
Podospora similis är en svampart som först beskrevs av Emil Christian Hansen, och fick sitt nu gällande namn av Niessl 1883. Podospora similis ingår i släktet Podospora och familjen Lasiosphaeriaceae.   Inga underarter finns listade i Catalogue of Life.
I den svenska databasen Dyntaxa används istället namnet Schizothecium simile för samma taxon.  Arten är reproducerande i Sverige.